# Großer Wannsee
De Großer Wannsee, vaak kortweg Wannsee genoemd, is een meer in het zuidwesten van Berlijn. Het meer is een zijarm van de rivier de Havel. Ten zuiden van de Großer Wannsee ligt de Kleiner Wannsee, onderdeel van een keten van meren die bekendstaat als Griebnitzkanal. Beide meren zijn met elkaar verbonden door een smalle waterweg nabij de Wannseebrücke. Het stadsdeel Berlin-Wannsee dankt zijn naam aan de Großer Wannsee en ligt hoofdzakelijk ten westen van het meer. Langs de oostoever van de Großer Wannsee ligt het Strandbad Wannsee, een van de grootste waterrecreatielocaties van de Duitse hoofdstad. Achter het Strandbad Wannsee strekt zich het Grunewald uit en bij de monding van het meer in de Havel ligt het eiland Schwanenwerder.
De Großer Wannsee is wereldwijd bekend geworden door de Wannseeconferentie die op 20 januari 1942 plaatsvond in de aan het meer gelegen Villa Marlier. Hier sprak een aantal nazikopstukken over de Endlösung der Judenfrage.
Over het meer vaart ieder uur een veerpont, die het spoorweg- en S-Bahnstation Wannsee verbindt met het op de westoever van de Havel gelegen Kladow.

## Foto's

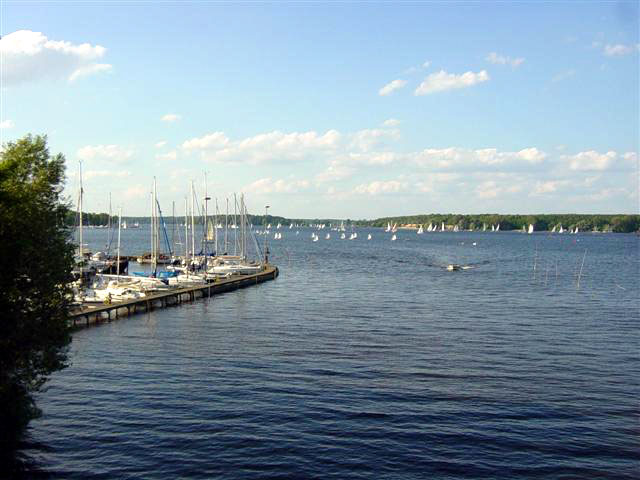
Zicht op de Wannsee vanaf de Wannseebrücke
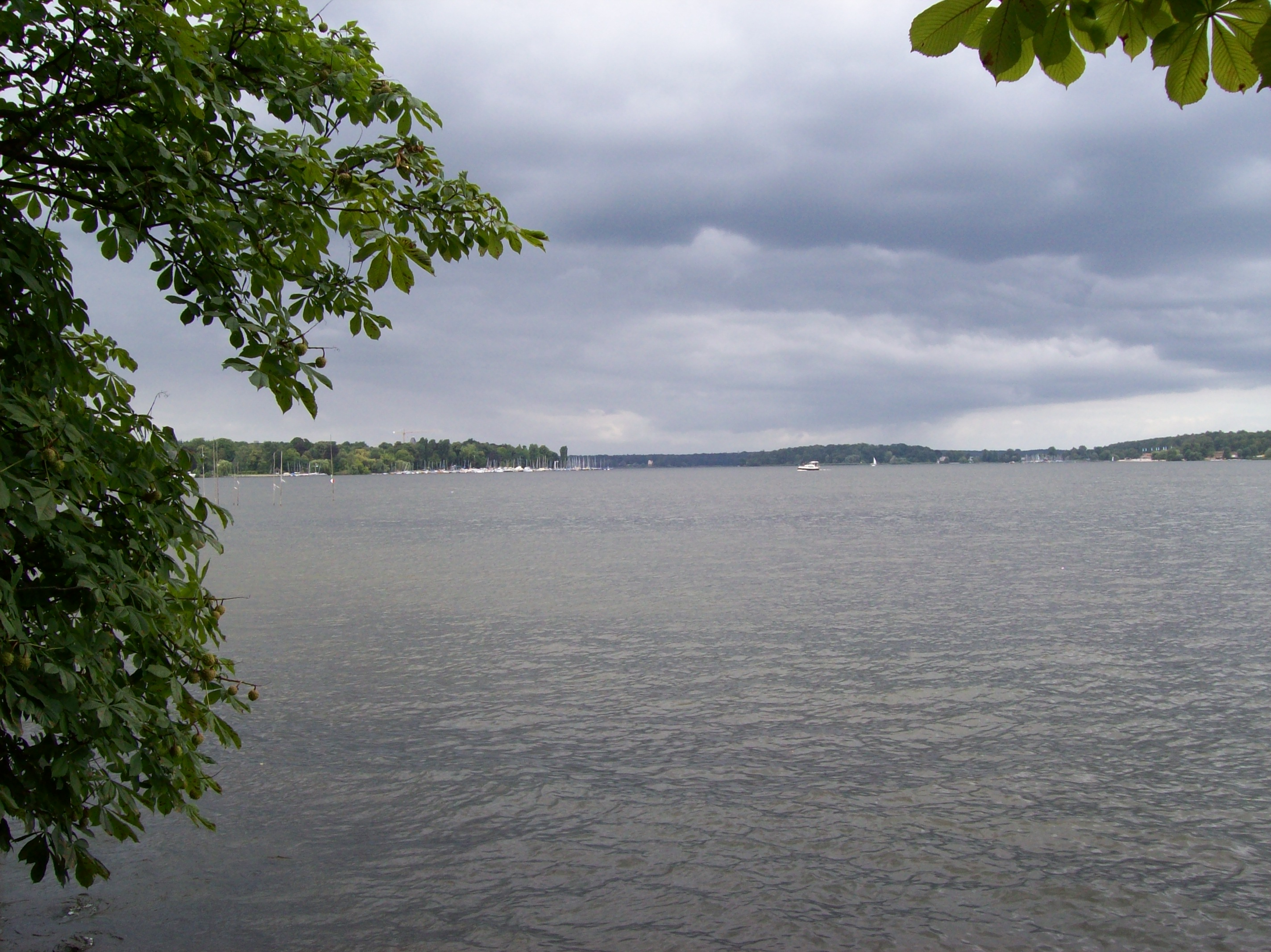
Zicht op de Wannsee vanaf de zuidzijde
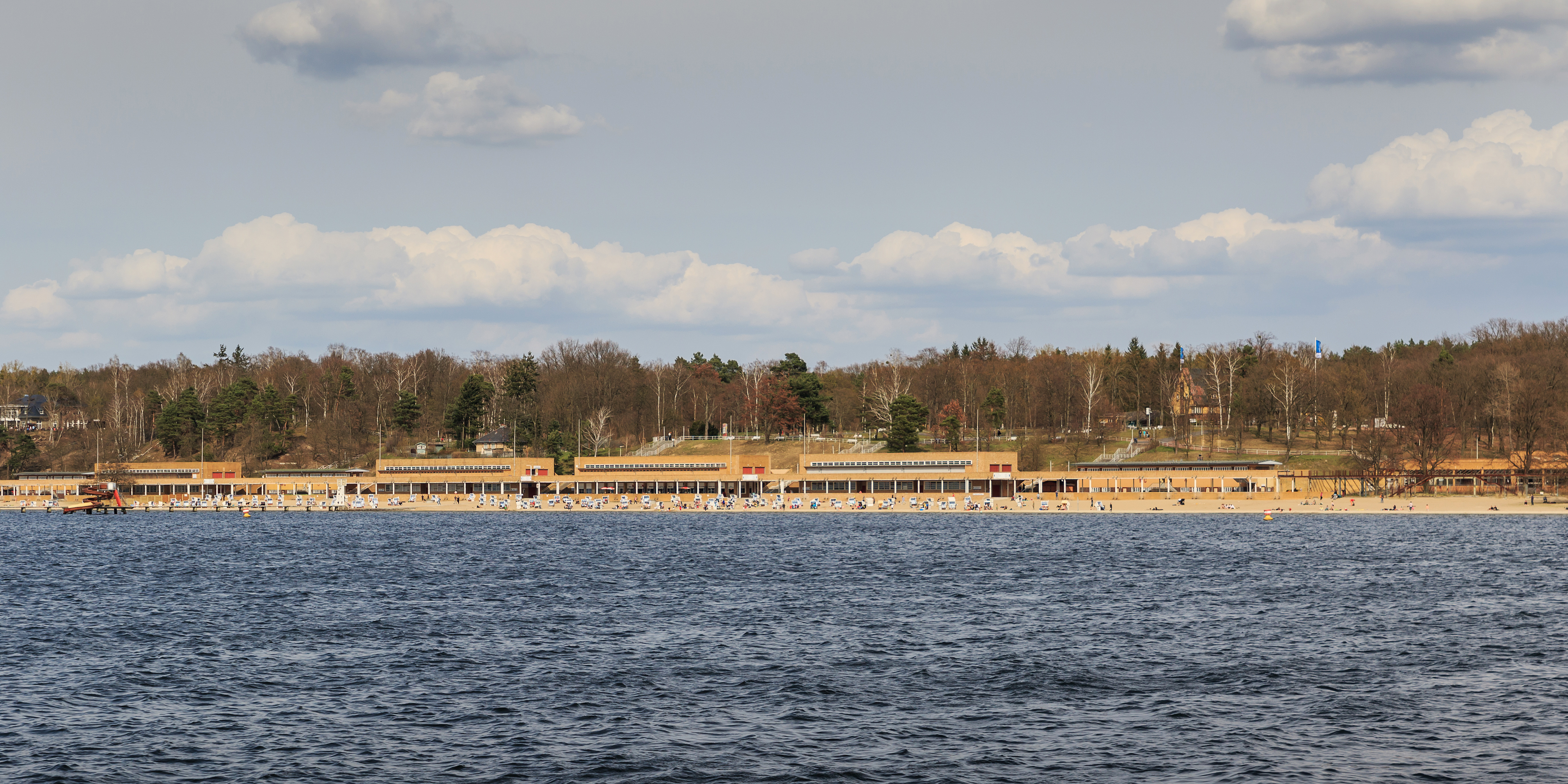
Zicht op het Strandbad Wannsee